# Stylonurina
Stylonurina ist eine der zwei Unterordnungen aus der Ordnung der Seeskorpione (Eurypterida). Sie gelten als die basalen (ursprünglichen) Eurypteriden. Aus ihr stammen sowohl der älteste (Brachyopterus stubblefieldi aus dem frühen Oberordovizium (Sandbium) von Wales) als auch der jüngste (Hibbertopterus permianus aus dem oberen Perm (Wuchiapingium) von Russland) bekannte Vertreter der Eurypterida.

## Merkmale
Stylonurina besaßen Quernähte auf den ventralen Platten und hatten kein modifiziertes Podomere 7a an dem prosomalen Gliedmaße VI.

## Fundorte
Vertreter der Unterordnung Stylonurina wurden auf allen Kontinenten, mit Ausnahme der Antarktis, gefunden.

## Systematik
Die Unterordnung wurde 1924 von Karl Diener aufgestellt. Sie beinhaltet nach Lamsdell, Braddy & Tetlie 2010 folgende Überfamilien und eine Gattung incertae sedis:
- Hibbertopteroidea
- Kokomopteroidea
- Rhenopteroidea
- Stylonuroidea
- Stylonuroides